# Stadl-Paura
Stadl-Paura è un comune austriaco di 4 963 abitanti nel distretto di Wels-Land, in Alta Austria; ha lo status di comune mercato (Marktgemeinde).